# Strmec Stubički
Strmec Stubički är en ort i Kroatien.   Den ligger i länet Krapina-Zagorjes län, i den norra delen av landet, 18 km norr om huvudstaden Zagreb. Strmec Stubički ligger 185 meter över havet och antalet invånare är 798.
Terrängen runt Strmec Stubički är platt åt nordväst, men åt sydost är den kuperad. Runt Strmec Stubički är det tätbefolkat, med 343 invånare per kvadratkilometer. Närmaste större samhälle är Zagreb - Centar, 17,7 km söder om Strmec Stubički. Omgivningarna runt Strmec Stubički är en mosaik av jordbruksmark och naturlig växtlighet.